# Ахвахці
Ахва́хці (самоназва: ашвалъ (одн.), ашвадо (мн.); ав. гІахьвалал; ав. гІахьвалал) — один з андійських народів, корінний народ Дагестану. Також компактно проживають на північному заході Азербайджану. Перепис населення Росії 2010 року зафіксував в країні 7930 ахвахців, як етнічну групу аварців. Серед ахвахців багато віруючих, головним чином це мусульмани-суніти.

## Мова
Розмовляють ахвахською мовою, що належить до мов андійської підгрупи аваро-андійської групи аваро-андо-цезької гілки нахсько-дагестанської сім'ї мов. Найближчою вона є до каратинської мови.
Ахвахська мова розпадається на два діалекти: північний та південний. В Ахахдері (Азербайджан) розмовляють північно-ахвахським діалектом. Південний діалект включає тлянубську і цегобську говірки..
Ахвахська мова не має писемності, тому на письмі ахвахці використовують аварську.
Окрім ахвахської серед ахвахців також поширені російська, азербайджанська, аварська та кумицька мови.

## Розселення
В Дагестані ахвахці мешкають на західних і східних схилах Богоського хребта, в Західному (Гірському) Дагестані. Також компактно проживають в Азербайджані.

## Традиції

### Одяг
Традиційний ахвахський одяг складався під впливом географічних, природно-кліматичних і господарсько-економічних умов та етно-культурних традицій. Цей одяг був теплим, не обмежував рухів, міг захистити від спеки та холоду. У чоловіків це головним чином шерстяні штани, завужені донизу, тунікоподібна сорочка, повстяні та з овчини безрукавки, куртки й пальто з повсті, черкеска, декілька різновидів шуб, повстяна бурка, конусоподібна або напівсферична папаха з овчини. Взуття — постоли, черевики, чоботи. На поясі кинджал (до XX століття). Голову чоловіки голили, залишали лише вуса й бороду.
Жіночий одяг складався з тунікоподібних і відрізаних по талії рубах декількох різновидів, безрукавок, хусток, вузьких довгих штанів. Жіночий костюм доповнювали намиста, персні, браслети, нашийні, нагрудні прикраси з напівдорогоцінними каменями. Жіноче взуття було ідентичне чоловічому, за виключенням чобіт.

### Дослідження З.М.Магомедбекової
З. М. Магомедбекова вказує на сильні етнографічні відмінності між північними та південними ахвахцями. У південних звичаї ближчі до аварських, а саме до батлухських аварців, з якими вони живуть по сусідству. Зовні вони також мало відрізняються від аварців. Більшість із них темноволосі, з чорними очима, середнього зросту. Північні ахвахці світлі, руді й навіть вогняно-руді, очі блакитні, зріст частіше вищий за середній, особливо серед чоловіків.

### Шлюб
Найпоширенішою формою шлюбу в Ахвасі був шлюб з використанням сватовства за ініціативою батьків. А. В. Комаров писав, що в ахвахців та бежтинців після змови нареченому дозволяється відвідувати наречену у всякий час. У громаді Цунта-Ахвах існує адат, за яким наречений та наречена після змови можуть спати разом, але до вкладання шлюбу наречений не має права торкатися до тіла нареченої нижче поясу. Він також повідомляє, що за Шаміля одна ахвахська наречена вбила кинджалом свого нареченого, який намагався порушити цей адат, і за це вона не отримала ніякого покарання, навпаки, заслужила загальну похвалу.

### Харчування
Базовий компонент харчування давніх ахвахців — борошняно-зернові й м'ясо-молочні продукти.

## Історія
Походження ахвахців є не до кінця зрозумілим. В грузинських хроніках XIV століття серед племен Дагестану згадується народ ахуалі, ахвалі. Близько XVII століття південні ахвахці ввійшли до складу аварської спільноти Гідатль.
В середині XIX століття вони підтримували імама Шаміля, а до цього платили данину хунзахському хану. 
За переписом 1926 року, в СРСР мешкало 3683 ахвахців. В наступних переписах населення СРСР ахвахці не виділялися як етнічна група, а включалися до складу аварців. В 1958 році їх нараховувалось близько 4 тис., а в 1967 році — близько 5 тис. осіб.
За переписом Росії 2002 року, в країні мешкало 6376 авахців, які були включені до складу аварців. Перепис Росії 2010 року зафіксував 7930 ахвахців.